# Ласточкин, Игорь Сергеевич
Игорь Сергеевич Ласточкин (род. 21 ноября 1986 Чимкент, КазССР
СССР) — украинский актёр, шоумен, телеведущий, юморист
, комик, певец, пародист, капитан команды КВН «Сборная Днепропетровска».
Ведущий телевизионной передачи «Рассмеши комика» (12—16 сезоны). C 2015 года — член жюри и тренер юмористического шоу «Лига смеха».

## Биография
Игорь Сергеевич Ласточкин родился 21 ноября 1986 года в Шымкенте. До 11 лет жил в городе Шымкент (Казахстан), а потом переехал в Ташкент (Узбекистан). Жил у бабушки в квартире вместе с братом Антоном.
В 2004 году окончил среднюю школу № 110 в Ташкенте, в 2009 году — Государственную металлургическую академию Украины — металлургический факультет кафедры металлургического топлива и восстановителей.
Играл за днепропетровские команды «+5» и «Стальной проект». В 2008 году пришёл в «Сборную Днепропетровска», где стал капитаном.
С 2014 по 2018 год снимался в популярном российском юмористическом телевизионном шоу «Однажды в России» (производство «Comedy Club Production»).
С 2015 года — тренер в украинском юмористическом шоу «Лига Смеха». Команды под руководством Ласточкина «Прозрачный гонщик» (Одесса) и «Стояновка» (Молдавия) стали чемпионами в 2016 и в 2017 годах соответственно. Совместно с сокомандником Владимиром Борисовым участвовал в шоу «Країна У». Ласточкин и Борисов повторили придуманные в КВН образы семейной пары Игоря и Лены. 
В 2018 году участвовал в проекте «Танцы со звёздами», где победил с партнёршей Илоной Гвоздевой. С 2019 года — участник «Лиги Смеха» в составе команды «Днепр».
В 2019 году Владимир Зеленский в связи с поступлением на должность Президента Украины покинул команду, ему на замену к команде «Квартал 95» присоединились Юрий Ткач, Владимир Мартынец, Юрий Великий и Игорь Ласточкин. Но вскоре после прихода в «Квартал 95» Ласточкин покинул студию и шоу.

## Личная жизнь
Жена (с 3 июня 2011) — Анна Романовна Ласточкина (дев. Португалова) (род. 17 мая 1986), по образованию финансист.
Сын Радмир (род. 1 апреля 2014 года).

## Телевидение
- КВН — капитан команды КВН «Сборная Днепропетровска»
- Comedy Club Dnepr style[2]
- с 2013 — «Країна У» — Игорь (пара Игорь и Лена)
- 2014—2018 — «Однажды в России» (ТНТ)
- 2014 — «Чувство юмора» (Первый канал)
- с 2014 — «Сказки У» — Илья Муромец
- 2015—2018, с 2020 — тренер «Лиги смеха»
- 2016—2020 — ведущий «Рассмеши комика» 1+1
- с 2017 — «Отель Галиция» — Андрей Фаркаш (главная роль)
- с 2017 — «Игры приколов» — ведущий и актёр.
- 2018 — «Танцы со звездами» 1+1 — Победитель.
- 2019 — участник команды «Днепр» передачи «Лига Смеха» — полуфиналист
- 2019 — «Квартал 95» 1+1 — актёр.
- 2019 — «Вечерний Квартал» — актёр.
- 2020 — «Маскарад» 1+1 — Кака

## Награды
- Третье место в сезоне Высшая украинская лига КВН — 2009
- Малый КиВиН — 2012
- Чемпион Высшей украинской лиги КВН — 2012
- Малый КиВиН — 2013
- Вице-чемпион Высшей лиги — 2013.[2]
- Тренер-чемпион второго сезона «Лиги смеха» — 2016
- Тренер-чемпион третьего сезона «Лиги смеха» — 2017
- Победитель «Танцев со звёздами» (в паре с Илоной Гвоздёвой) — 2018